# Étoile de Bessèges 2004
L'Étoile de Bessèges 2004, trentaquattresima edizione della corsa, si svolse dal 4 all'8 febbraio su un percorso di 746 km ripartiti in 5 tappe. Fu vinta dal francese Laurent Brochard della Ag2r Prévoyance davanti al suo connazionale Sylvain Calzati e allo spagnolo Joseba Zubeldia.

## Tappe
| Tappa  | Data       | Percorso                                     | km  | Vincitore di tappa | Leader cl. generale |
| ------ | ---------- | -------------------------------------------- | --- | ------------------ | ------------------- |
| 1ª     | 4 febbraio | Marsiglia > Marsiglia                        | 139 | Tom Steels         | Tom Steels          |
| 2ª     | 5 febbraio | Palavas-les-Flots > Palavas-les-Flots        | 149 | Jaan Kirsipuu      | Tom Steels          |
| 3ª     | 6 febbraio | Nîmes > Allègre-les-Fumades                  | 160 | Thor Hushovd       | Thor Hushovd        |
| 4ª     | 7 febbraio | Branoux-les-Taillades > Les Salles-du-Gardon | 150 | Laurent Brochard   | Laurent Brochard    |
| 5ª     | 8 febbraio | Gagnières > Bessèges                         | 148 | Jaan Kirsipuu      | Laurent Brochard    |
| Totale | Totale     | Totale                                       | 746 |                    |                     |

## Dettagli delle tappe

### 1ª tappa
- 4 febbraio: Marsiglia > Marsiglia – 139 km

| Pos. | Corridore     | Squadra         | Tempo    |
| ---- | ------------- | --------------- | -------- |
| 1    | Tom Steels    | Landbouwkrediet | 3h43'03" |
| 2    | Jo Planckaert | MrBookmaker     | s.t.     |
| 3    | Thor Hushovd  | Crédit Agricole | s.t.     |

| Pos. | Corridore      | Squadra         | Tempo    |
| ---- | -------------- | --------------- | -------- |
| 1    | Tom Steels     | Landbouwkrediet | 3h33'53" |
| 2    | Jo Planckaert  | MrBookmaker     | a 4"     |
| 3    | Stuart O'Grady | Cofidis         | s.t.     |

### 2ª tappa
- 5 febbraio: Palavas-les-Flots > Palavas-les-Flots – 149 km

| Pos. | Corridore     | Squadra         | Tempo    |
| ---- | ------------- | --------------- | -------- |
| 1    | Jaan Kirsipuu | AG2R            | 3h27'01" |
| 2    | Angelo Furlan | Alessio         | s.t.     |
| 3    | Thor Hushovd  | Crédit Agricole | s.t.     |

| Pos. | Corridore     | Squadra         | Tempo    |
| ---- | ------------- | --------------- | -------- |
| 1    | Tom Steels    | Landbouwkrediet | 7h00'54" |
| 2    | Jaan Kirsipuu | AG2R            | s.t.     |
| 3    | Thor Hushovd  | Crédit Agricole | a 2"     |

### 3ª tappa
- 6 febbraio: Nîmes > Allègre-les-Fumades – 160 km

| Pos. | Corridore        | Squadra         | Tempo    |
| ---- | ---------------- | --------------- | -------- |
| 1    | Thor Hushovd     | Crédit Agricole | 3h55'56" |
| 2    | Magnus Bäckstedt | Alessio         | s.t.     |
| 3    | Carlos Da Cruz   | FDJ             | s.t.     |

| Pos. | Corridore     | Squadra         | Tempo     |
| ---- | ------------- | --------------- | --------- |
| 1    | Thor Hushovd  | Crédit Agricole | 10h56'42" |
| 2    | Jaan Kirsipuu | AG2R            | a 6"      |
| 3    | Tom Steels    | Landbouwkrediet | a 8"      |

### 4ª tappa
- 7 febbraio: Branoux-les-Taillades > Les Salles-du-Gardon – 150 km

| Pos. | Corridore        | Squadra   | Tempo    |
| ---- | ---------------- | --------- | -------- |
| 1    | Laurent Brochard | AG2R      | 4h01'24" |
| 2    | Sylvain Calzati  | Oktos     | s.t.     |
| 3    | Joseba Zubeldia  | Euskaltel | s.t.     |

| Pos. | Corridore        | Squadra   | Tempo     |
| ---- | ---------------- | --------- | --------- |
| 1    | Laurent Brochard | AG2R      | 14h58'10" |
| 2    | Sylvain Calzati  | Oktos     | a 8"      |
| 3    | Joseba Zubeldia  | Euskaltel | a 10"     |

### 5ª tappa
- 8 febbraio: Gagnières > Bessèges – 148 km

| Pos. | Corridore      | Squadra | Tempo    |
| ---- | -------------- | ------- | -------- |
| 1    | Jaan Kirsipuu  | AG2R    | 3h12'27" |
| 2    | Saulius Ruškys | Oktos   | s.t.     |
| 3    | Stuart O'Grady | Cofidis | s.t.     |

| Pos. | Corridore        | Squadra   | Tempo     |
| ---- | ---------------- | --------- | --------- |
| 1    | Laurent Brochard | AG2R      | 18h10'37" |
| 2    | Sylvain Calzati  | Oktos     | a 8"      |
| 3    | Joseba Zubeldia  | Euskaltel | a 10"     |

## Classifiche finali

### Classifica generale
| Pos. | Corridore         | Squadra                | Tempo     |
| ---- | ----------------- | ---------------------- | --------- |
| 1    | Laurent Brochard  | Ag2r Prévoyance        | 18h10'37" |
| 2    | Sylvain Calzati   | Oktos                  | a 8"      |
| 3    | Joseba Zubeldia   | Euskaltel-Euskadi      | a 10"     |
| 4    | Staf Scheirlinckx | Cofidis                | a 1'26"   |
| 5    | Pierrick Fédrigo  | Crédit Agricole        | s.t.      |
| 6    | Pieter Mertens    | Vlaanderen-T-Interim   | a 1'29"   |
| 7    | David Etxebarria  | Euskaltel-Euskadi      | a 2'03"   |
| 8    | Jérôme Pineau     | Brioches La Boulangère | a 2'26"   |
| 9    | Thor Hushovd      | Crédit Agricole        | a 10'01"  |
| 10   | Stuart O'Grady    | Cofidis                | a 10'06"  |